# Călinești (okręg Marmarosz)
Călinești – wieś w Rumunii, w okręgu Marmarosz, w gminie Călinești. W 2011 roku liczyła 1432 mieszkańców.